# Aconitum longiramosum
Aconitum longiramosum är en ranunkelväxtart som beskrevs av Wen Tsai Wang. Aconitum longiramosum ingår i släktet stormhattar, och familjen ranunkelväxter. Inga underarter finns listade i Catalogue of Life.